# Бадам-Очирын Галаарид
Бадам-Очирын Галаарид (род. 1966, Бугат, Говь-Алтай, МНР) — монгольский писатель, сценарист и журналист, переводчик.

## Биография
Б. Галаарид родился в сомоне Бугат аймака Говь-Алтай в 1966 году. В 1984 году окончил аймачную десятилетнюю школу № 1 города Алтай. В 1989 году окончил факультет журналистики Уральского государственного университета. Работал журналистом в газете «Алтайн хөгжил», ответственным секретарём в газете «Улан-Батор», журналистом и ответственным секретарём, а также первым главным редактором в газете «Өнөөдөр», главным редактором объединения «Монголкино», начальником газеты «Зууны мэдээ» и журнала «Гэрэлт цалиг» (2009), председателем Союза журналистов Монголии. Основал издательство «Цалиг» (2008) и телестудию «Цалиг» (2009).
В 2006 году блог Галаарида входил в десятку самых читаемых блогов Монголии. В 2013 году стал заслуженным деятелем культуры Монголии.

## Произведения

### Сборники очерков
- Мэдлэгийг мөнгө болгоё. 2000—2010
- Хэвлэл улс төрөөр гачигдах уу?. 1990—2000
- Сэтгэлд уяатай Швейцарь орон. 2008
- Хөдөөгийн хүн. 1992

### Переводы
- «Великий Гэтсби», Фрэнсис Скотт Фицжеральд (2010)
- «История», Геродот (2009)
- «Мы все зомби», П. Одинцов (2009)
- «История знакомства с Нострадамусом», К. Филимонов (2005)
- Үл танихуйн хил гатлахуй. (2005)
- «Смысл жизни» — рассказы Джека Лондона (2003)

### Художественные произведения
- Шар тэнгисийн тарчлаан. 2009 — юмористический сборник и музыкальный спектакль
- Их шүтээний домог. 2006
- Суудал. 2006 — историческая пьеса
- Удам. 2003 — художественный фильм

### Научно-популярные произведения
- Лам хувраг, төөрөг зурхай. 2009
- Ид шид, гоц мэдрэхүй. 2009
- Бөө мөргөл, тэнгэр шүтлэг. 2008,2011
- Үл танихуйн хил гатлахуй. 2005
- Онгод тэнгэрийн зараалаар. 2005
- Нууц ертөнцийн тэмдэглэлүүд. 2010
- Нострадамустай ханьссан түүх. 2005
- Парапсихологийн унших бичиг. 2008
- Мэдлэгийг мөнгө болгоё. 2010
- Хэвлэл улс төрөөр гачигдах уу?. 2010
- Нууц ертөнцийн тухай өгүүллэгүүд. 2010
- Бөө мөргөлийн тухай бичвэрүүд. 2010
- Далд ухамсарыг нээхүйн ухаан. 2010

### Сборники и рассказы
- Сүн уулын өвөр дахь Шаолины сүмийн дахин цэцэглэлт.2011
- «Өнөөдөр» мэндэлсэн түүхнээ нэмэх бяцхан таталбар. 2011
- Ижий мөрний урсгал эртний түүхийг хүүрнэнэ. 2011
- Он тооллын тухай сонирхолтой баримтууд. 2011
- Дэлхий ертөнцөд санамсаргүй зүйл нэг ч болдоггүйн учир. 2011